# Dragonheart
Dragonheart (br/pt: Coração de Dragão) é um filme estadunidense de 1996, dos gêneros aventura e fantasia, dirigido por Rob Cohen. O roteiro foi escrito por Charles Edward Pogue, baseado em história sua e de Patrick Read Johnson. Foi distribuído pela Universal Pictures.
O filme utiliza de avançadas técnicas de animação 3D em um visual realista e mistura com atores e cenários reais. O dragão Draco foi o primeiro personagem inteiramente computadorizado que conversa com outros personagens interpretados por atores de carne e osso. Os efeitos especiais ficaram a cargo de Perpetual Motion Pictures, Illusion Arts Inc., Industrial Light & Magic e Tippett Studio.
Muitas cenas foram filmadas nas ruínas do castelo de Spiš (Spišský hrad, em eslovaco), na Eslováquia.
O orçamento de Coração de Dragão foi de 177 milhões de dólares.

## Sinopse
Na Idade Média, durante uma revolta de camponeses, o rei Einon, um terrível tirano, morre em combate. Seu filho Einon, um jovem príncipe, presencia tudo, e é gravemente ferido. A rainha leva o filho ferido para uma caverna, onde habitam dragões. Um dragão o salva, compartilhando metade de seu coração com Einon, depois que este concorda em fazer um juramento, onde promete ser bom e justo. No entanto, Einon se torna um rei mais perverso que o pai, e Bowen, um cavaleiro que acompanhou o salvamento do príncipe e o treinou, acredita que foi o coração do dragão que modificou o jovem. Assim, decide eliminar todos os dragões,  mas quando falta apenas um para ser morto, o cavaleiro passa a ter uma visão real dos fatos.

## Elenco
| Papel                  | Ator Original      | Dublagem Brasil  |
| ---------------------- | ------------------ | ---------------- |
| Bowen                  | Dennis Quaid       | Júlio Chaves     |
| Draco (Voz)            | Sean Connery       | Miguel Falabella |
| Rei Einon              | David Thewlis      | Marcus Jardym    |
| Gilbert de Glockenspur | Pete Postlethwaite | Isaac Bardavid   |
| Kara                   | Dina Meyer         | Isis Koschdoski  |
| Lorde Felton           | Jason Isaacs       | Carlos Seidl     |
| Brok                   | Brian Thompson     |                  |
| Einon (Jovem)          | Lee Oakes          |                  |
| Hewe                   | Wolf Christian     |                  |
| Redbread               | Terry O'Neill      |                  |
| Rei Freyne             | Peter Hric         | Paulo Flores     |
| Kara (Jovem)           | Sandra Kovacicova  |                  |
| Rainha Aislinn         | Julie Christie     | Vera Miranda     |
| Rei Arthur (Voz)       | John Gielgud       | Peterson Adriano |

### DublagemBrasilCréditos
- Estúdio: Delart
- Diretor: ????
- Mídia: Televisão/VHS/DVD

## Principais prêmios e indicações
Oscar 1997 (EUA)
- Indicado na categoria de melhores efeitos especiais.

Prêmio Saturno 1997 (Academy of Science Fiction, Fantasy & Horror Films, EUA)
- Venceu na categoria de melhor filme de fantasia.
- Indicado nas categorias de melhor figurino, melhores efeitos especiais e melhor música.